# Rómulo Betta
Rómulo Dante Betta Dané (Quillota, 20 de marzo de 1937) es un exfutbolista chileno que se desempeñaba como puntero derecho. 

## Trayectoria
Alumno del Instituto Rafael Ariztía, colegio de los Hermanos Maristas, entró a la tercera infantil de San Luis a la edad de 12 años, en donde tenía la posición de interior izquierdo, pero cuando llegó el entrenador Enrique Sorrel, lo cambió a puntero derecho. En 1955 ganó con San Luis el campeonato de ascenso, y al año siguiente fue transferido a Everton, en donde actuó hasta 1963.
En 1964 llegó a Universidad Católica, en donde se alzó con el campeonato nacional en 1966. En 1968 llegó a Unión La Calera, y en 1972 llegó nuevamente a San Luis, club donde se retiró en 1973.

## Selección nacional
Integró la selección de Fernando Riera que se estaba preparando para el Mundial de 1962, pero no quedó entre los 22 finalistas que disputaron la copa. Disputó 5 partidos, convirtiendo 1 gol.

## Clubes
| Club                 | País  | Año       |
| -------------------- | ----- | --------- |
| San Luis             | Chile | 1955      |
| Everton              | Chile | 1956-1963 |
| Universidad Católica | Chile | 1964-1967 |
| Unión La Calera      | Chile | 1968-1971 |
| San Luis             | Chile | 1972-1973 |

## Palmarés

### Torneos nacionales de reservas
| Título             | Equipo               | País  | Año  |
| ------------------ | -------------------- | ----- | ---- |
| Torneo de Reservas | Universidad Católica | Chile | 1965 |
| Torneo de Reservas | Universidad Católica | Chile | 1966 |
| Torneo de Reservas | Universidad Católica | Chile | 1967 |

### Torneos nacionales oficiales
| Título           | Club                 | País  | Año  |
| ---------------- | -------------------- | ----- | ---- |
| Primera B        | San Luis             | Chile | 1955 |
| Primera División | Universidad Católica | Chile | 1966 |